# Jerry Lawler
Jerry O'Neil Lawler (* 29. listopadu 1949 Memphis), známý jako Jerry "the King" Lawler, je americký komentátor a profesionální wrestler. V současnosti pracuje ve společnosti WWE, kde má tzv. smlouvu legendy.
Než se v roce 1992 připojil k World Wrestling Federation (WWF, nyní WWE), zápasil v mnoha jiných organizacích a získal mnoho titulů, včetně několika titulů mistra světa v těžké váze. Je bývalým mistrem světa v těžké váze AWA a trojnásobným mistrem světa v těžké váze WCWA. Je také známý pro svůj spor s komikem Andym Kaufmanem. Zahrál si ve filmu o komiku Andy Kaufmanovi, Muž na Měsíci, ve filmu hrál hlavní roli Jim Carrey.
V roce 2007 byl uveden do Síně slávy WWE.

## Mládí
Narodil se 29. listopadu 1949 v Memphisu ve státě Tennessee, kde vystudoval střední školu Treadwell High School. V 19 letech mu zemřel otec Jerome Lawler.

## Osobní život
Jeho bratranec je profesionálni wrestler The Honky Tonk Man. Byl třikrát ženatý a se svou první ženou Kay měl dva syny. Syn Brian zápasil v WWF/E pod jmény "Brian Christopher" a "Grandmaster Sexay", dne 29. července 2018 spáchal sebevraždu. Jeho druhý syn, Kevin, působil v profesionálním wrestlingu jako rozhodčí i zápasník pod jmény "Kevin Christian" a "Freddie Gilbert".
Je sběratelem značky Coca-Cola a Superman, vlastní repliku Batmobilu ze seriálu Batman z 60. let.
Koncem roku 1993 byl v okrese Jefferson v Kentucky obviněn ze znásilnění a sodomie patnáctileté dívky. Obvinění byla stažena poté, co údajná oběť svou výpověď odvolala.
Lawlerův syn Brian byl 29. července 2018 nalezen oběšený ve věznici Hardeman County. V den ročního výročí jeho smrti podal žalobu na šerifa Johna Doolena a další osoby za údajné selhání při jeho ochraně. Tvrdil, že Doolen osobně slíbil, že na Briana dohlédne.
Dne 7. února 2023 byl po mrtvici ve svém domě na Floridě převezen do nemocnice. Již dříve utrpěl mrtvici v roce 2018.

## Úspěchy a ocenění
- American Wrestling Association
  - AWA Southern Heavyweight Championship (58x)
  - AWA Southern Tag Team Championship (10x) – s Jimmym Valiantem (1), Billem Dundeem (3), Mongolianem Stomperem (1), Josem LeDucem (1), Austinem Idolem (1), Plowboyem Frazierem (1), a Bigem Bubbou (1)
  - AWA World Heavyweight Championship (1x)
  - AWA World Tag Team Championship (2c) – s Billem Dundeem
- Cauliflower Alley Club
  - President's Award (2022)
- Championship Wrestling of Arkansas
  - CWA Arkansas Heavyweight Championship (1x)
- Championship Wrestling from Florida
  - NWA Brass Knuckles Championship (Florida version) (1x)
- Continental Wrestling Association / Championship Wrestling Association
  - CWA World Heavyweight Championship (1x)
  - CWA International Heavyweight Championship (3x)
  - CWA Lord of the Ring (1988)
  - CWA Heavyweight Championship (1x)
  - CWA World Tag Team Championship (2x) – s Austinem Idolem (1) a Tommym Richem (1)
  - NWA Mid-America Heavyweight Championship (3x)
  - NWA Southern Heavyweight Championship (Memphis version) (7x)
  - 10,000 Dollar Tag Team Tournament- s Jimmym Valiantem
- Georgia Championship Wrestling
  - NWA Macon Tag Team Championship (2x) – s Mr. Wrestling II (1) a Donem Greenem (1)
- NWA Gulf Coast Championship Wrestling
  - NWA Tennessee Tag Team Championship (1x) – s Jimem Whitem
- Indiana Sports Hall of Fame
  - Class of 2023
- International Wrestling Association
  - IWA Heavyweight Championship (1x)
- Jersey All Pro Wrestling
  - JAPW Heavyweight Championship (1x)
- Maryland Championship Wrestling
  - MCW Heavyweight Championship (1x)
  - MCW Tag Team Championship (1x) – s The Bruiserem
- Memphis Championship Wrestling
  - MCW Southern Heavyweight Championship (2x)
- Memphis Wrestling
  - Memphis Wrestling Southern Heavyweight Championship (2x)
  - Memphis Wrestling Television Championship (1x)
- Memphis Wrestling Hall of Fame
  - Class of 2017
- Northeast Wrestling
  - NEW Tag Team Championship (1x) - s Keithem Youngbloodem
- NWA Mid-America
  - NWA Southern Heavyweight Championship (Mid-America version) (10x)
  - NWA Southern Tag Team Championship (Mid-America version) (9x) – s Jimem Whiteem (7), Plowboyem Frazierem (1), a Billem Dundeem (1)
  - NWA Southern Junior Heavyweight Championship (5x)
  - NWA Tri-State Heavyweight Championship (Alabama version) (1x)
  - NWA Tri-State Tag Team Championship (Alabama version) (2x) – se Stevem Lawlerem
  - NWA United States Tag Team Championship (Mid-America version) (1x) – s Jackiem Fargem (1)
  - NWA Southern States Heavyweight Championship Tournament (1975)
- NWA Polynesian Wrestling
  - NWA Polynesian Pacific Heavyweight Championship (1x)
- NWA Virginia
  - NWA All-Star Heavyweight Championship (1x)
- Power Pro Wrestling
  - PPW Tag Team Championship (1 time) – s Billem Dundeem
- Pro Wrestling Illustrated
  - Feud of the Year (1992) s Jeffem Jarrettem vs. The Moondogs
  - Feud of the Year (1993) vs. Bret Hart
  - Most Hated Wrestler of the Year (1993, 1995)
  - Most Inspirational Wrestler of the Year (1988, 2012)
  - Ranked No. 7 of the 500 top singles wrestlers in the PWI 500 in 1992
  - Ranked No. 23 of the 500 top singles wrestlers in the PWI Years in 2003
  - Ranked No. 56 of the 100 top tag teams of the PWI Years s Billem Dundeem in 2003
- Pro Wrestling This Week
  - Wrestler of the Week (December 6–12, 1987)
- Professional Wrestling Hall of Fame and Museum
  - Class of 2011
- Smoky Mountain Wrestling
  - SMW Heavyweight Championship (2x)
- Traditional Championship Wrestling
  - TCW Tag Team Championship (1x) – s Mattem Rivierem
- United States Wrestling Association
  - USWA Heavyweight Championship (2x)
  - USWA Texas Heavyweight Championship (1x)
  - USWA Unified World Heavyweight Championship (28x)
  - USWA World Tag Team Championship (6 times ) – s Jeffem Jarrettem (4) a Billem Dundeem (2)
  - USWA World Heavyweight Title Number One Seed Round Robin Tournament (1990)
  - USWA World Heavyweight Championship Tournament (1990)
  - USWA World Heavyweight Championship #1 Contender's Tournament (1993)
- Windy City Pro Wrestling
  - WCPW Battle Royal Championship (1x)
- World Class Wrestling Association
  - WCWA World Heavyweight Championship (3x)
  - WCWA Texas Heavyweight Championship (1x)
- World Wrestling Council
  - Caribbean Cup (2014)
- World Wrestling Federation / World Wrestling Entertainment / WWE
  - Raw Rumble (2011)
  - WWE Hall of Fame (Class of 2007)
  - Slammy Award (5 times)
    - Mouthiest (1994)
    - I'm Talking and I Can't Shut Up (1996)
    - Most Embarrassing Moment (1996) – Kissing his own foot
    - WWE.com Exclusive Video of the Year (2012) – Speaking to WWE.com about his miraculous return
    - Comeback of the Year (2012)
- Wrestling Observer Newsletter
  - Best Color Commentator (1995, 1996)
  - Feud of the Year (1987) vs. Austin Idol a Tommy Rich
  - Feud of the Year (1992) s Jeffem Jarrettem vs. The Moondogs
  - Feud of the Year (1993) vs. Bret Hart
  - Worst Feud of the Year (1994) vs. Doink the Clown
  - Worst Television Announcer (2002)
  - Worst Worked Match of the Year (1994) se Sleazy, Queasy a Cheesy vs. Clowns R' Us at Survivor Series
  - Wrestling Observer Newsletter Hall of Fame (Class of 1996)
- Xcitement Wrestling Federation
  - XWF World Heavweight Championship(1x)
- Other titles
  - USACW United States Championship (1x)